# Tappeh-ye Ḩoseyn Khān
Tappeh-ye Ḩoseyn Khān (persiska: تپّه حسین خان) är en ort i Iran.   Den ligger i provinsen Kermanshah, i den västra delen av landet, 500 km väster om huvudstaden Teheran. Tappeh-ye Ḩoseyn Khān ligger 1 342 meter över havet och antalet invånare är 123.
Terrängen runt Tappeh-ye Ḩoseyn Khān är platt åt sydost, men åt nordväst är den kuperad. Terrängen runt Tappeh-ye Ḩoseyn Khān sluttar österut.Runt Tappeh-ye Ḩoseyn Khān är det ganska tätbefolkat, med 149 invånare per kvadratkilometer. Närmaste större samhälle är Ravānsar, 19,0 km norr om Tappeh-ye Ḩoseyn Khān. Trakten runt Tappeh-ye Ḩoseyn Khān består till största delen av jordbruksmark.